# Janez Koprivnik
Janez Koprivnik, slovenski učitelj, publicist in pisatelj, * 4. december 1849, Gorenje pri Zrečah, † 9. december 1912, Maribor.
Objavljal je poljudne prirodoslovne črtice, sestavil nekaj osnovnošolskih učbenikov ter napisal monografijo o Pohorju, ki je izšla po njegovi smrti. Pomembna pa je tudi njegova knjiga Domači vrtnar.
Pokopan je bil na starem mestnem pokopališču pri Ljudskem vrtu. Ko je Mestna občina Maribor leta 1940 to pokopališče dokončno zaprla, je organizirala njegovo ekshumacijo (tako kot tudi ekshumacijo drugih zaslužnih mož, ki jih niso ekshumirali svojci) in pokop njegovih telesnih ostankov v novi skupni grobnici zaslužnih mož v arkadah frančiškanskega pokopališča na Pobrežju.

## Zunanje povvezave
- Šlebinger Janko. »Koprivnik Janez«. Slovenski biografski leksikon. Ljubljana: ZRC SAZU, 2013 – prek Slovenska biografija.